# Ashley Graham

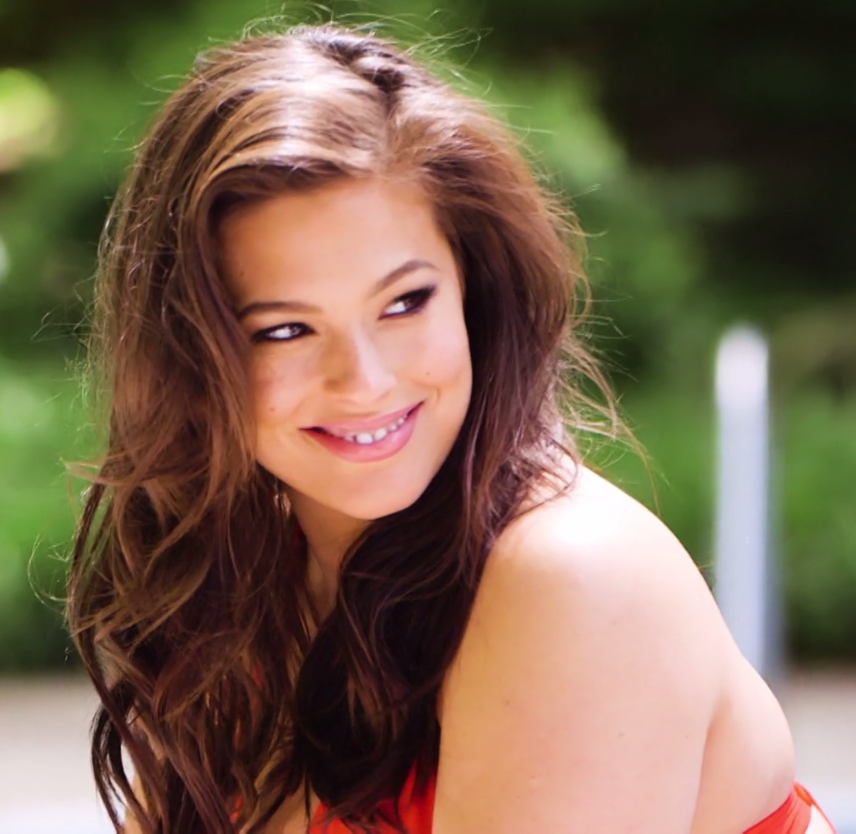
Ashley Graham em 2017

Ashley Graham (nascida em 30 de outubro de 1987) é uma modelo norte-americana . Ela apareceu na capa de revistas de moda como Vogue, Harper's Bazaar, Glamour, e Elle. Além disso, ela apareceu em várias campanhas da Levi. Graham já apareceu nos programas The Tonight Show com Jay Leno, Entertainment Tonight, e CBS News, e foi entrevistada pela NPR sobre ser uma modelo plus-size.

## Infância
Quando Ashley Graham estava na oitava série, ela se mudou para Lincoln, Nebraska, com sua família. Graham foi diagnosticada com transtorno do déficit de atenção com hiperatividade e dislexia. Ela tem duas irmãs mais novas. Ela estudou na Scott Middle School, de 1999 a 2002, e na Lincoln Southwest High School, de 2002 a 2005. Ela foi descoberta em 2000 pela agência I & I  enquanto fazia compras no shopping Oak View Mall, em Omaha, Nebraska.

## Carreira
Em dezembro de 2010, Graham também apareceu em um editorial para a revista Bust Graham apareceu em várias campanhas da Levi, especialmente na coleção Curve ID SS 2011 com Sabina Karlsson, Ana Lisboa, Marquita Pring e McKenzie Raley, e a Boyfriend Collection F/W 10 com Rachel Clark, Ana Lisboa, Anais do Mali, Marquita Pring e Ashley Smith. Graham apareceu em várias campanhas da Marina Rinaldi: a Primavera/Verão 2012, de Outono/Inverno 2012 de jeans, e Outono/Inverno 2012 de esporte. Os outros clientes incluem Addition Elle, Bloomingdale's, Elomi lingerie, Evans, Hanes, Liz Claiborne Macy's, Nordstrom, Simply Be e Target. Em dezembro de 2012, Graham foi destaque em dois outdoors em Nova York para a Lane Bryant. No final do mesmo ano, Graham foi chamada de "Modelo cheinha" do ano da Fashion Week.

## Caridade e serviço comunitário
Graham já discursou em escolas de ensino médio sobre a imagem corporal e aceitação do corpo. Ela participou de missões humanitárias na África do Sul com a fundação Themba.
Graham é uma defensora do movimento Health at Every Size. Graham deu uma palesta no TED Talk defendendo a auto-aceitação com relação à imagem corporal. Ela também explica por que as pessoas não devem referir-se a ela (e outros) como modelos "plus-size", já que isso os separa de outros modelos.

## Vida pessoal
Graham conheceu seu marido, Justin Ervin, um cinegrafista, em uma igreja cristã, em 2009. O casal se casou em 2010. Em 2019 ela revelou que está grávida do seu primeiro filho, Isaac Menelik Giovanni Ervin.